# Куртизана
Куртизана (фр. courtisane, итал. cortigiana) је израз којим се назива жена којој љубавне везе или пружање сексуалних услуга припадницима више класе представља главни извор прихода и/или темељ њеног друштвеног положаја.
Реч долази од италијанског израза за дворјанку, односно дворску даму, а почео се користити у 16. веку. Дворске даме су тада, када су бракови владара и других великодостојника били мотивисани политиком уместо љубављу, представљале најприкладнији и најдоступнији облик партнера за „озбиљне“ или романтичне љубавне везе. С временом су куртизане постале својеврсна институција која је осим сексуалних пружала и друге услуге; тако се од куртизана очекивало да буду веште у игрању и музици, односно довољно образоване и интелигентне да би могле учествовати у интелектуалним расправама. Куртизане су понекад биле удате, али најчешће за мушкарца нижег друштвеног статуса који је у њеним ванбрачним везама с друштвеном елитом видио средство властитог напредовања. Између куртизана се такође почела јављати хијерархија, тако да су се куртизане на врху друштвене лествице сматрале љубавницама, док оне на дну проституткама.
У данашњем свету, где се промовише једнакост полова, феномен куртизана је прилично редак или није тако видљив као у ранијим периодима. Израз се данас првенствено користи у пежоративном смислу или као еуфемизам за жене за пратњу или елитне проститутке.